# Österreichische Botschaft in Paris

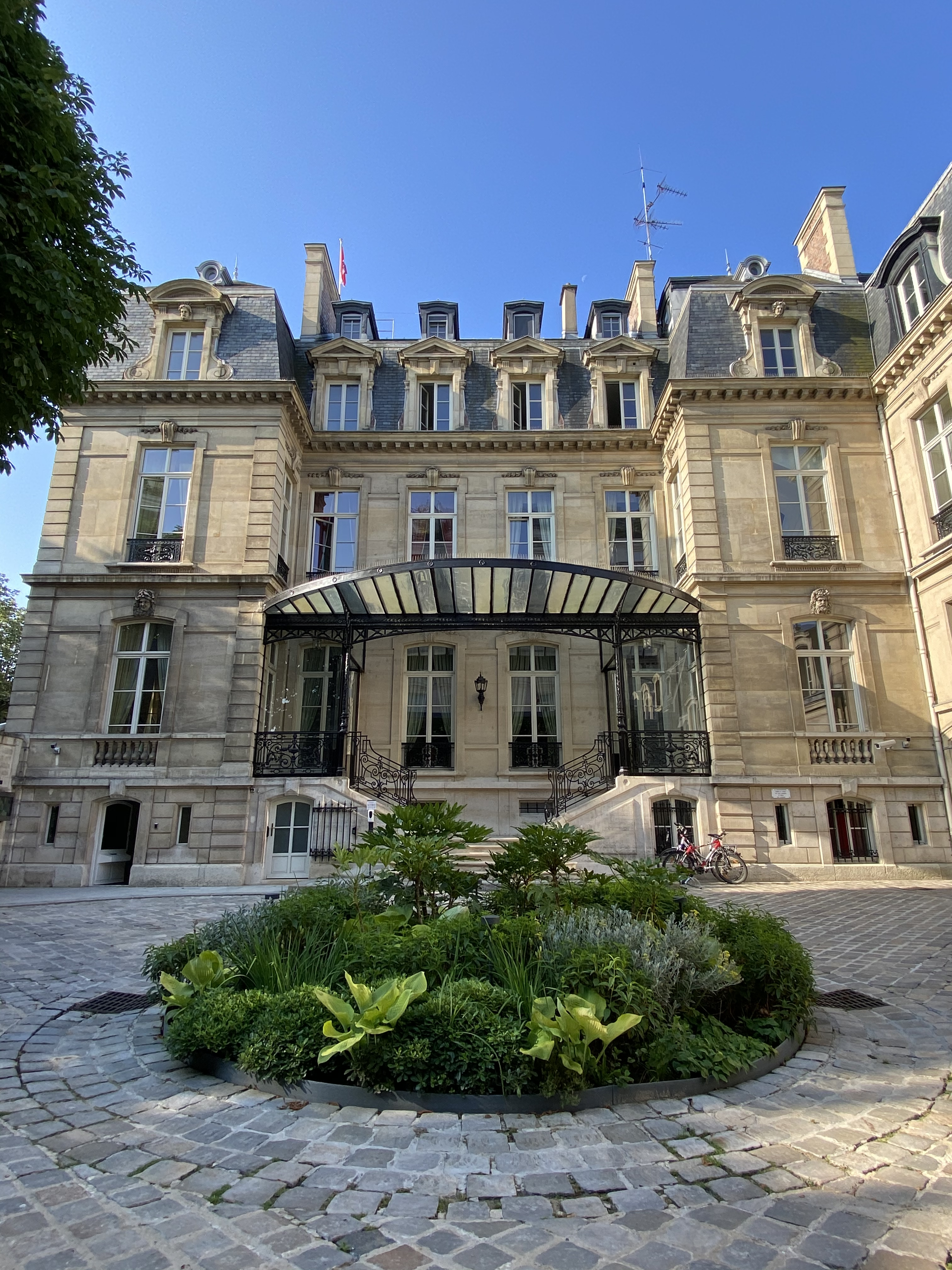
Hotel de Chezelles – das Gebäude der Österreichischen Botschaft Paris

Die Österreichische Botschaft in Paris hat ihren Sitz in der 6 rue Fabert, im 7e Arrondissement (F-75007 Paris).

## Geschichte
Gesandte des Wiener Hofes erschienen schon im 16. Jahrhundert, aber Frankreich und das aufstrebende Habsburgerreich waren sich entschieden feindlich gesinnt, da sich am Ende der Italienischen Kriege zeigte, dass die beiden Staaten gegensätzliche hegemoniale Interessen hatten. Diese eskalierten im Spanischen Erbfolgekrieg, als das Haus Bourbon Habsburg aus Spanien verdrängte, und Frankreich fand in Philipp Ludwig von Sinzendorf, Kanzler von Joseph I. bis Maria Theresia einen erbitterten Gegner. Eine ständige diplomatische Mission in Paris gab es ab 1679.

## Gebäude
Das Botschaftsgebäude selbst, ein typisches Pariser Vorstadt-Palais, geht auf das 18. Jahrhundert zurück und wurde 1865 vom Besitzer Charles Hippolyte Lesellier Vicomte de Chézelles und 1894 wohl nach Plänen des Architekten Louis Parent umgebaut. Es verblieb im Besitz der Familie der Vicomtes de Chézelles beziehungsweise deren Nachfahren, bis es 22. Dezember 1949 von der Republik Österreich erworben wurde.

## Abteilungen
Zur Botschaft gehören auch:
- Konsularabteilung Paris (17, avenue de Villars, F-75007 Paris)[2]
- Kulturforum (17, avenue de Villars, F-75007 Paris)[3]
- Ständige Vertretung bei der UNESCO Paris (1, Rue Miollis, F-75015)[4]

Außerdem gibt es konsularische Vertretungen (Honorarkonsulate) in:
Ajaccio/Korsika,
Bordeaux,
Lille,
Lyon,
Marseille,
Strassburg (ebenda Ständige Vertretung beim Europarat Strassburg),
Toulouse,
sowie in Monaco (für das Fürstentum Monaco, das von der Botschaft mitbetraut wird),
und in Überseefrankreich (die Botschaft ist auch für das Outre-Mer zuständig) in
Papeete/Französisch Polynesien (vorübergehend geschlossen). Für die Überseegebiete bestehen durchwegs Mitbetreuungsabkommen mit vor Ort vorhandenen Vertretungen der anderen EU-Staaten.